# Pablo Zabalo Ballarin
Pablo Zabalo Ballarin (San Sebastián, Guipúzcoa, 8 de junio de 1893 - ibid. 9 de junio de 1961) fue un arquitecto, dibujante y pintor español.

## Biografía
Era hijo de Diego Zabalo, comerciante marítimo, y Josefa Ballarin, cuya familia la componían otros once hermanos nacidos en Mánchester y San Sebastián:  el dibujante John Txiki, Luis, María, Antonio, José, Felipe, Santos, Ricardo, Carmen, Mercedes e Ignacia, Nor-nai, también dibujante.
El 5 de diciembre de 1918 obtuvo el título de arquitecto en la Escuela de Arquitectura de Madrid. Entre el 1 de abril de 1922 y 1 de octubre de 1923 fue el octavo teniente de alcalde nacionalista de San Sebastián, formando parte de la comisión permanente de obras del consistorio.
En 1934 fue arquitecto municipal de Alza, cuando la localidad todavía no estaba anexionada a la capital guipuzcoana.
Durante su exilio iniciado en el País Vasco francés su actividad artística se centra en la pintura aunque previamente ya había participado en alguna exposición. En enero de 1938, casado con Dora Aguirre y con cuatro hijos, embarcan desde La Rochelle (Francia) hacia Valparaíso (Chile).

## Obras
Pablo Zabalo construyó, principalmente, viviendas: reformas y ampliaciones de pisos, casas de vecindad y villas, que se encuentran en Santiago de Chile, San Sebastián, en Alza y Pasajes y, en menor medida, en Hernani, Rentería, Éibar, Irún y Tolosa, así como en Leza (Álava). Su obra se distingue por continuar con el eclecticismo de la época que utilizaba un repertorio de estilos y de elementos ornamentales en virtud del edificio a construir.
- Viviendas en la primera manzana del Paseo de Colón (1926), en San Sebastián.
- Hospital de Leza (1934) Leza.[4]
- Villa Copihue, Ategorrieta (1935) en San Sebastián.
- Casa de Ramón María Lili (1935-1949) en San Sebastián.
- Iglesia de Nuestra Señora del Pilar del Colegio Hispano Americano Santiago (Chile).
- 'El libro Arquitectura popular, grafía y ornamentación de la rotulación vasca, publicado por Ekin (1947) en Buenos Aires.

## Galería

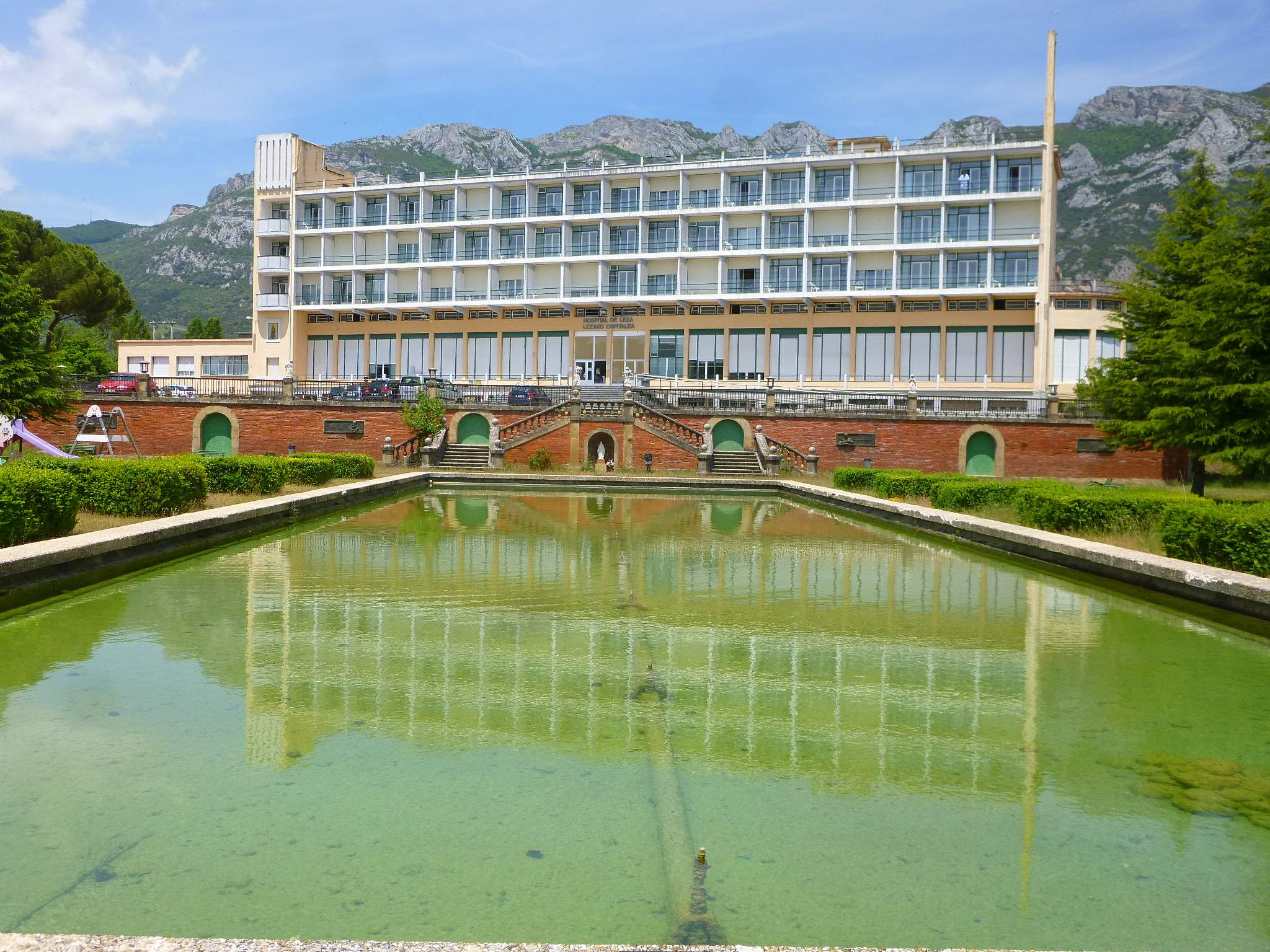
Hospital de Leza (Álava).
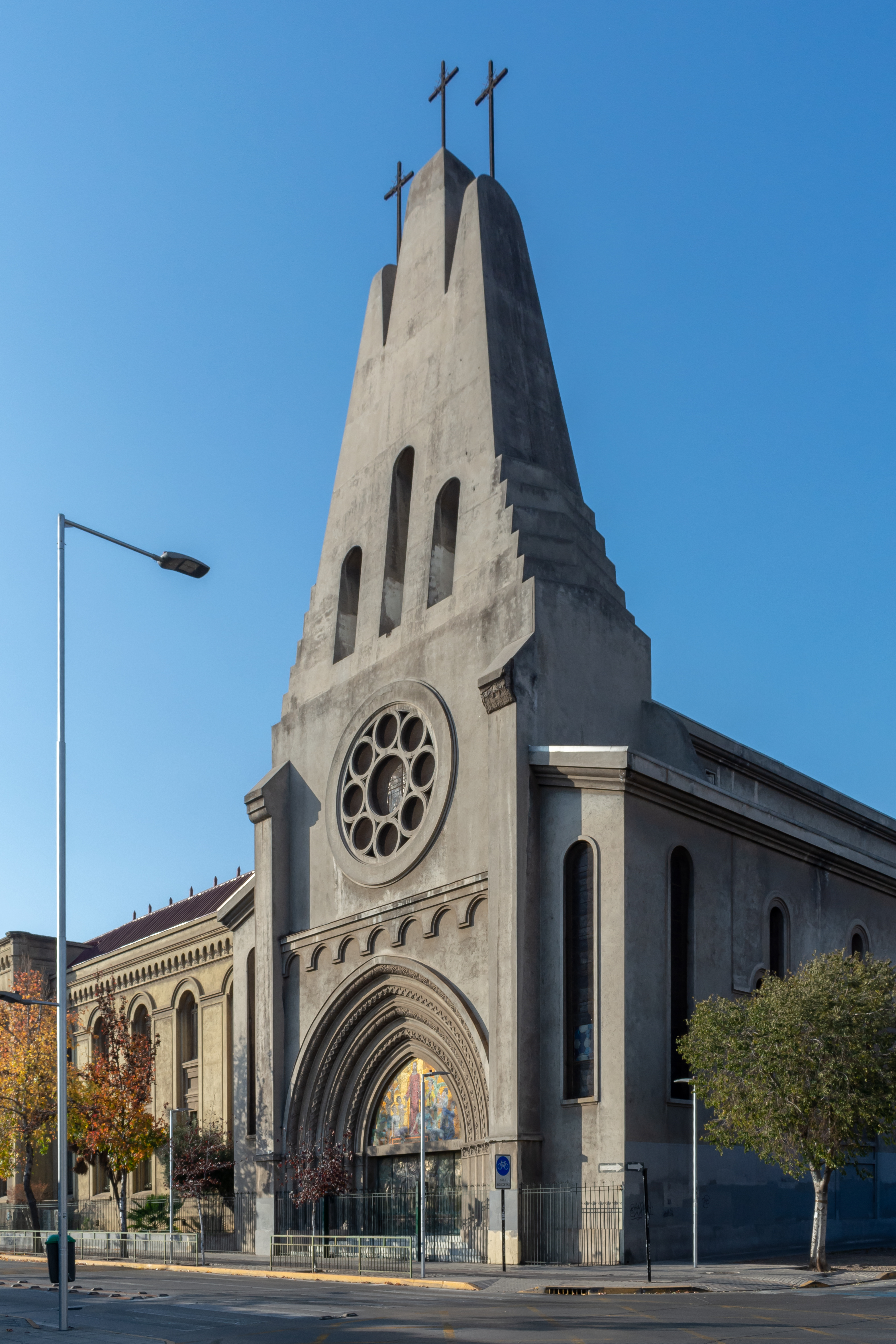
Iglesia del Colegio Hispano Americano (Santiago de Chile).